# Oliver B. Shallenberger

Oliver B. Shallenberger

Shallenberger meter

Oliver Blackburn Shallenberger (* 7. Mai 1860 in Rochester, Beaver County (Pennsylvania); † 23. Januar 1898) war ein US-amerikanischer Ingenieur und Erfinder.
Seine Eltern waren der Arzt Aaron Torrence Shallenberger (1825–1901) und Mary Smith Bonbright (1828–1923). Sein Onkel William Shadrack Shallenberger war Kongressmitglied.
Nach Besuch der Schule in Rochester und College in Beaver trat er 1877 als Kadett in die Naval Academy in Annapolis ein, deren physikalische Abteilung der Elektrizität besondere Aufmerksamkeit widmete. Hier waren seine Zeitgenossen Frank J. Sprague, Dr. Louis Duncan, W. F. C. Hasson und Gilbert Wilkes. Nach seiner Graduierung war er zwei Jahre auf der USS Lancaster im Mittelmeerraum unterwegs, wo er Zeuge der Bombardierung von Alexandria wurde.
Nachdem er 1883 in die USA zurückgekehrt war, trat er im folgenden Jahr aus der Marine aus widmete sich der Elektrizität. Die Union Switch and Signal Company unter der Leitung von George Westinghouse stellte zu der Zeit gerade eine Abteilung für elektrische Beleuchtung auf, und er hatte im folgenden Sommer und Herbst Gelegenheit an den Experimenten an den Wechselstrom-Apparaten von  Lucien Gaulard und John Dixon Gibbs, die Westinghous aus Europa mitgebracht hatte, teilzunehmen. Hier arbeitete er mit William Stanley und Reginald Belfield an der kommerziellen Entwicklung des Wechselstromsystems. Die Ergebnisse bewogen dann Westinghouse, die Westinghouse Electric Company zu gründen, deren Chefelektriker Shallenberger wurde, ebenso wie bei der folgenden Westinghouse Electric & Manufacturing, deren Mitglied er Ende 1888 wurde.
Als ihm Ende April 1888 bei der Untersuchung einer neuen Bogenlampe eine Spiralfeder heruntergefallen war, beobachtete er, dass sie sich langsam im magnetischen Feld drehte. Diese Beobachtung führte zur Entwicklung seines Wechselstromzählers – noch in Amperestunden. (Bei Edisons Gleichstromsystem war der Zähler eine galvanischen Zelle, deren Elektroden gewogen wurden.)
1889 besuchte er einige größere europäische Städte. Am 27. November 1889 heiratete er Mary Woolslair, mit der er einen Sohn und eine Tochter hatte.
1891 musste er aufgrund gesundheitlicher Probleme seinen Posten als Chefelektriker aufgeben. Da Westinghouse nicht auf seine Dienste verzichten wollte, blieb er als Berater. Die folgenden Winter verbrachte er in Colorado und die Sommermonate zuhause in Rochester, wo er ein gut ausgerüstetes Labor hatte.
1897 gründete er die Colorado Electric Power Company, deren Präsident er wurde.
| Personendaten    | Personendaten                                                      |
| ---------------- | ------------------------------------------------------------------ |
| NAME             | Shallenberger, Oliver B.                                           |
| ALTERNATIVNAMEN  | Shallenberger, Oliver Blackburn (vollständiger Name)               |
| KURZBESCHREIBUNG | US-amerikanischer Ingenieur und Erfinder eines Wechselstromzählers |
| GEBURTSDATUM     | 7. Mai 1860                                                        |
| GEBURTSORT       | Rochester, Beaver County (Pennsylvania)                            |
| STERBEDATUM      | 23. Januar 1898                                                    |